# Svelgen
Svelgen är en tätort som utgör centralort i Bremangers kommun i Vestland fylke i västra Norge.
Bremanger Smelteverk i Svelgen står för en tredjedel av världens kiselproduktion.[källa behövs]
Stora delar av ortens centrum är byggt på utfyllnader i fjorden av slaggprodukter från verket. 

## Historik
Fram till 1965 saknade Svelgen vägförbindelse med omvärlden. Det året var dock en väg klar till Haukå med färja över Norddalsfjorden till Bjørnset vid riksväg 5 mellan Førde och Florø. Den ersattes av en bro 1987. Vägen från Svelgen mot Ålfoten vid Nordfjord med färjeförbindelse till riksväg 15 vid Stårheim öppnades 1972.
När Svelgen fick vägförbindelse ersatte orten Kalvåg på ön Bremangerlandet som centralort för Bremangers kommun. Kommunen övertog då många funktioner från Bremanger Smelteverk, som tidigare skött det mesta av ortens infrastruktur. 